# Eleotris aquadulcis
Eleotris aquadulcis är en fiskart som beskrevs av Allen och Coates, 1990. Eleotris aquadulcis ingår i släktet Eleotris och familjen Eleotridae. IUCN kategoriserar arten globalt som nära hotad. Inga underarter finns listade i Catalogue of Life.